# Thorsten Lieb
Thorsten Lieb (* 3. Januar 1973 in Bad Kreuznach) ist ein deutscher Politiker (FDP) und war von 2021 bis 2025 Mitglied des Deutschen Bundestages. Seit 2025 ist er Landesvorsitzender der FDP Hessen.

## Ausbildung und Beruf
Nach seinem Abitur 1992 absolvierte er seinen einjährigen Wehrdienst. Danach studierte er von 1993 bis 1998 Rechtswissenschaften mit wirtschaftswissenschaftlichen Zusatzstudium an der Universität Bayreuth. 1997 erhielt er sein erstes juristisches Staatsexamen und im Jahr darauf seinen Abschluss für das Zusatzstudium zum Wirtschaftsjuristen. Von 1997 bis 1999 war er wissenschaftliche Hilfskraft am Lehrstuhl für Bürgerliches Recht und Rechtsgeschichte der Universität Bayreuth. Von 1999 bis 2001 absolvierte er sein Referendariat in Regensburg. 
Seit 2002 ist er als Rechtsanwalt in Frankfurt am Main tätig. 2003 promovierte er an der Universität Bayreuth. 2012 wurde er Partner der Kanzlei mit Tätigkeitsschwerpunkten in den Bereichen Markenrecht, IT-Recht, Urheberrecht und Prozessführung.

## Politische Tätigkeiten
Thorsten Lieb ist seit dem 28. September 1998 Mitglied der FDP. Von 2005 bis 2015 war er Ortsvorsitzender der FDP Nordöstlicher Stadtteile in Frankfurt am Main. Von 2006 bis 2011 war er Kinderbeauftragter des Magistrats von Frankfurt-Kalbach-Riedberg. Seit 2012 ist er Mitglied des Kreisvorstandes der FDP Frankfurt am Main und seit 2016 Kreisvorsitzender. Bei der Landtagswahl in Hessen 2013 kandidierte er im Wahlkreis Frankfurt am Main VI und auf Listenposition 53, verpasste aber den Einzug. Bei der Europawahl 2014 kandidierte er auf Platz 50 der Bundesliste, verpasste aber den Einzug ins Parlament. Seit 2015 ist er Mitglied des Landesvorstandes der FDP Hessen als Europabeauftragter und seit 2021 stellvertretender Landesvorsitzender. Seit 2016 ist er Mitglied des Ortsbeirates 12 (Kalbach/Riedberg) in Frankfurt am Main und Fraktionsvorsitzender. Bei der Europawahl 2019 kandidierte er als Hessischer Spitzenkandidat und auf Listenplatz 6 der Bundesliste, verpasste aber erneut den Einzug in das Parlament.
Bei der Bundestagswahl 2021 kandidierte er im Bundestagswahlkreis Frankfurt am Main II und erreichte dort mit 11,4 % der Erststimmen den vierten Platz und verpasste damit das Direktmandat. Auf Listenplatz 2 der Landesliste der FDP Hessen zog er jedoch trotzdem in den 20. Deutschen Bundestag ein. Lieb wurde von der FDP auch für die Bundestagswahl 2025 als Kandidat seines Frankfurter Wahlkreises nominiert.
Bei der Bundestagswahl 2025 kandidierte er erneut im Wahlkreis Frankfurt am Main II. Er erhielt 4,6 % der Erststimmen und zog nicht in den Bundestag ein, weil die FDP die 5%-Hürde im Bund verfehlte.
Lieb wurde am 26. April 2025 auf dem Landesparteitag der FDP Hessen in der Stichwahl gegen Moritz Promny zum Landesvorsitzenden gewählt.

## Mitgliedschaften
Von 2012 bis 2015 war Lieb Vorsitzender des Kindervereins Kalbach e. V. Er ist Gründungsmitglied des Trägervereins der Betreuungseinrichtungen der Grundschule Kalbach e.V. Zudem ist er Gründungsmitglied und stellvertretender Vorsitzender des Hayek-Clubs Frankfurt am Main e. V. Seit 2020 ist er Mitglied des Vorstandes der Friedrich August von Hayek-Stiftung für die freie Gesellschaft in Freiburg im Breisgau.
Zudem ist Thorsten Lieb Mitglied der überparteilichen Europa-Union Deutschland, die sich für ein föderales Europa und den europäischen Einigungsprozess einsetzt.

## Privates
Thorsten Lieb ist römisch-katholischer Konfession, seit 2003 verheiratet und Vater von vier Kindern.